# Academia de Música do Estado Bielorrusso

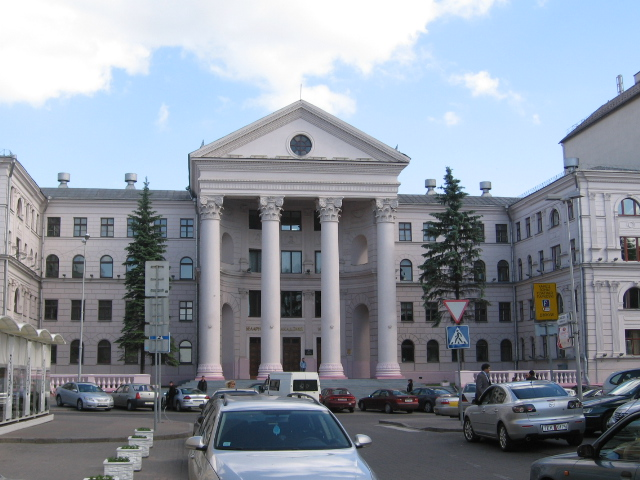
A universidade.

A Academia de Música do Estado Bielorrusso ou Academia Estadual de Música Bielorrussa (em bielorrusso: Белорусская государственная академия музыки) é uma instituição de ensino superior localizada em Minsk, capital da Bielorrússia, sendo dedicada principalmente à pesquisa da musicologia, do folclore, da estética e da pedagogia da música. Foi fundada em 1932.
Em 2000, foi concedido à Academia de Música da Bielorrússia o estatuto de uma instituição líder do sistema nacional de educação no campo da música.